# Hyperolius acutirostris
Espèce
Statut de conservation UICN

 LC  : Préoccupation mineure
Hyperolius acutirostris est une espèce d'amphibiens de la famille des Hyperoliidae.

## Répartition
Cette espèce est endémique du Sud-Ouest du Cameroun. Elle se rencontre jusqu'à 1 300 m d'altitude,.

## Publication originale
- Buchholz & Peters in Peters, 1875 : Über die von Herrn Professor Dr. R. Buchholz in Westafrika gesammelten Amphibien. Monatsberichte der Königlich preussischen Akademie der Wissenschaften zu Berlin, vol. 1875, p. 196-212 (texte intégral).